# Toxodera denticulata
Toxodera denticulata är en bönsyrseart som beskrevs av Jean Guillaume Audinet Serville 1837. Toxodera denticulata ingår i släktet Toxodera och familjen Toxoderidae. Inga underarter finns listade i Catalogue of Life.